# Guy Richardson
Guy Colquhoun Richardson, född 8 september 1921 i Guildford, död 27 oktober 1965 i Hillingdon, var en brittisk roddare.
Richardson blev olympisk silvermedaljör i åtta med styrman vid sommarspelen 1948 i London.